# Spelletich István
Spelletich István (angolul: Stephen Spelletich, névváltozat: Speletics Félix;) (Szabadka, 1844. – Hickory Grove, Iowa, USA, 1868. május 22.) magyar származású amerikai szabadságharcos.

## Élete
Apja, Spelletich Bódog (1815-1890), országgyűlési képviselő volt, anyja, nemes Markovics Paulina (1819-1890) volt. Apja az 1848-49-es magyar szabadságharc idején Délvidék kormánybiztosa, a Szabadkát Bécs biztatására feldúlni készülő szerbeket sikerült megfékeznie egy hamarjában összeszedett nemzetőri csapattal. A világosi fegyverletétel után menekülnie kellett. Spelletich Bódog anyja összeköttetései révén hamar el tudta adni fia szabadkai birtokait. Spelletich Bódog már 1850-ben Amerikába került, Davenport (Iowa) közelében vásárolt birtokot, három fiát, s két leányát is hamarosan Amerikába hozatta.
Spelletich Bódog Spelletich István nevű fia már az amerikai polgárháború kezdetén, 1861 április 24-én katonának állt a 2. iowai önkéntes gyalogezredbe az északiak oldalán. Kapitányi beosztásban harcolt, a déliek Fort Donelson erődjének elfoglalásakor (1862. február 11-16) tüntette ki magát, a dicséretet Henry W. Halleck tábornok írta be a hadi jelentésbe, így Spelletich István mint Fort Donelson (Tennessee) egyik hőse került be az amerikai hadtörténelembe. 1864. április 28-án lejárt a szolgálati ideje, ezután a háború végéig a 14. missouri lovasságnál teljesített szolgálatot. A polgárháború után is a hadsereg kötelékében maradt, részt vett az indiánok elleni harcokban. A nehéz körülmények a hadseregben aláásták egészségét, betegséggel, sebesüléssel került haza. A szülői háznál halt meg 1868 május 22-én, 24 éves korában. Ott is temették el Ádám nevű fivére mellé, aki még 1863-ban, 15 éves korában az iowai Hickory Grove-ban halt meg betegségben. A davenporti Oakdale temetőben nyugszanak.
Az apát nagyon megviselte két fiának halála, harmadik fiára, Mihályra hagyta a Davenport melletti földbirtokot, egyéb ingóságokat és a két testvére sírjának gondozását, ő pedig két lányával hazatért Magyarországra. Mihály Davenport város megbecsült polgára lett, volt békebíró és oktatási bizottsági tag is, leszármazottai is Davenport-ban vagy annak környékén telepedtek meg.